# Józef Duda
Józef Duda (ur. 16 lutego 1911 w Skoczowie, zm. 2 czerwca 1959 w Poznaniu) – polski botanik i mikrobiolog, profesor Wyższej Szkoły Rolniczej w Poznaniu, rektor elekt tej uczelni.

## Życiorys
Urodził się 16 lutego 1911 w Skoczowie w rodzinie chłopskiej Jerzego Dudy i Ewy z Dustorów. Nauki szkolne pobierał w Skoczowie i Cieszynie, tamże w 1931 zdał egzamin dojrzałości. Rozpoczął wówczas studia biologiczne na Wydziale Matematyczno-Przyrodniczym Uniwersytetu Poznańskiego, uwieńczone magisterium ze specjalnością fizjologia roślin (1936). Jeszcze przed uzyskaniem dyplomu magistra pracował w Poznaniu jako nauczyciel szkół powszechnych i średnich. Był także jako wolontariusz asystentem w Katedrze Botaniki Ogólnej Uniwersytetu Poznańskiego, a po ukończeniu studiów – młodszym asystentem w Katedrze Fizjologii Roślin na Wydziale Rolniczo-Leśnym tej uczelni.
Okres okupacji spędzał od listopada 1939 na Śląsku Cieszyńskim, od lutego 1941 przebywał na ziemi zamojskiej i krakowskiej. Był zaangażowany w tajne nauczanie. W marcu 1945 znalazł się ponownie w Poznaniu i przystąpił do prac organizacyjnych na Wydziale Rolniczo-Leśnym Uniwersytetu. Znalazł zatrudnienie jako starszy asystent w Katedrze Fizjologii Roślin i Chemii Rolnej. Szybko podnosił swoje kwalifikacje i w kwietniu 1946 obronił rozprawę doktorską Wpływ niektórych związków koloidowych na pobieranie azotanu amonu i fosforanu amonu przez korzenie roślin. W latach 1949–1951 był adiunktem w Katedrze Chemii Rolnej oraz wykładowcą w Państwowej Szkole Ogrodniczej.
W 1952 przystąpił do organizacji i został pierwszym kierownikiem Katedry Mikrobiologii Rolnej. Jednostka ta weszła już w skład innej uczelni – Wyższej Szkoły Rolniczej w Poznaniu. Duda należał do najaktywniejszych organizatorów Wyższej Szkoły Rolniczej i od początku jej istnienia pełnił szereg funkcji organizacyjnych; w latach 1952−1953 był prodziekanem Wydziału Rolniczego i kierownikiem Studium Ogrodniczego przy tym wydziale, w roku akademickim 1953/1954 oraz 1956/1957 pełnił funkcję prorektora. Wiele starań włożył w budowę i rozbudowę akademików na Sołaczu i Winogradach. W 1954 mianowany został docentem, a w 1959 – profesorem nadzwyczajnym.
W pracy naukowej zajmował się fizjologią roślin oraz mikrobiologią rolną, szczególnie biochemią i ekologią drobnoustrojów glebowych oraz wpływem biocydów na mikroflorę glebową. Ogłosił kilkanaście artykułów i komunikatów ze swoich badań, m.in. Zastosowanie metody głębinowej w hodowli azotobaktera („Acta Microbiologica Polonica”, 1956), Wpływ HCH i Chlordanu na mikroflorę gleby („Acta Microbiologica Polonica”, 1958). Był również współautorem kilkakrotnie wznawianych podręczników akademickich Fizjologia roślin (1948, ze Stefanem Gumińskim) i Mikrobiologia rolnicza (1955, z Karolem Zodrowem).
Duda należał m.in. do Polskiego Towarzystwa Biologicznego, Polskiego Towarzystwa Mikrobiologicznego, Poznańskiego Towarzystwa Przyjaciół Nauk. 19 maja 1959 wybrany został na rektora Wyższej Szkoły Rolniczej jako następca kończącego kadencję Kazimierza Gawęckiego, ale zmarł nagle już dwa tygodnie później, 2 czerwca 1959; funkcji nie zdążył objąć, nowym rektorem uczelni został Władysław Węgorek.

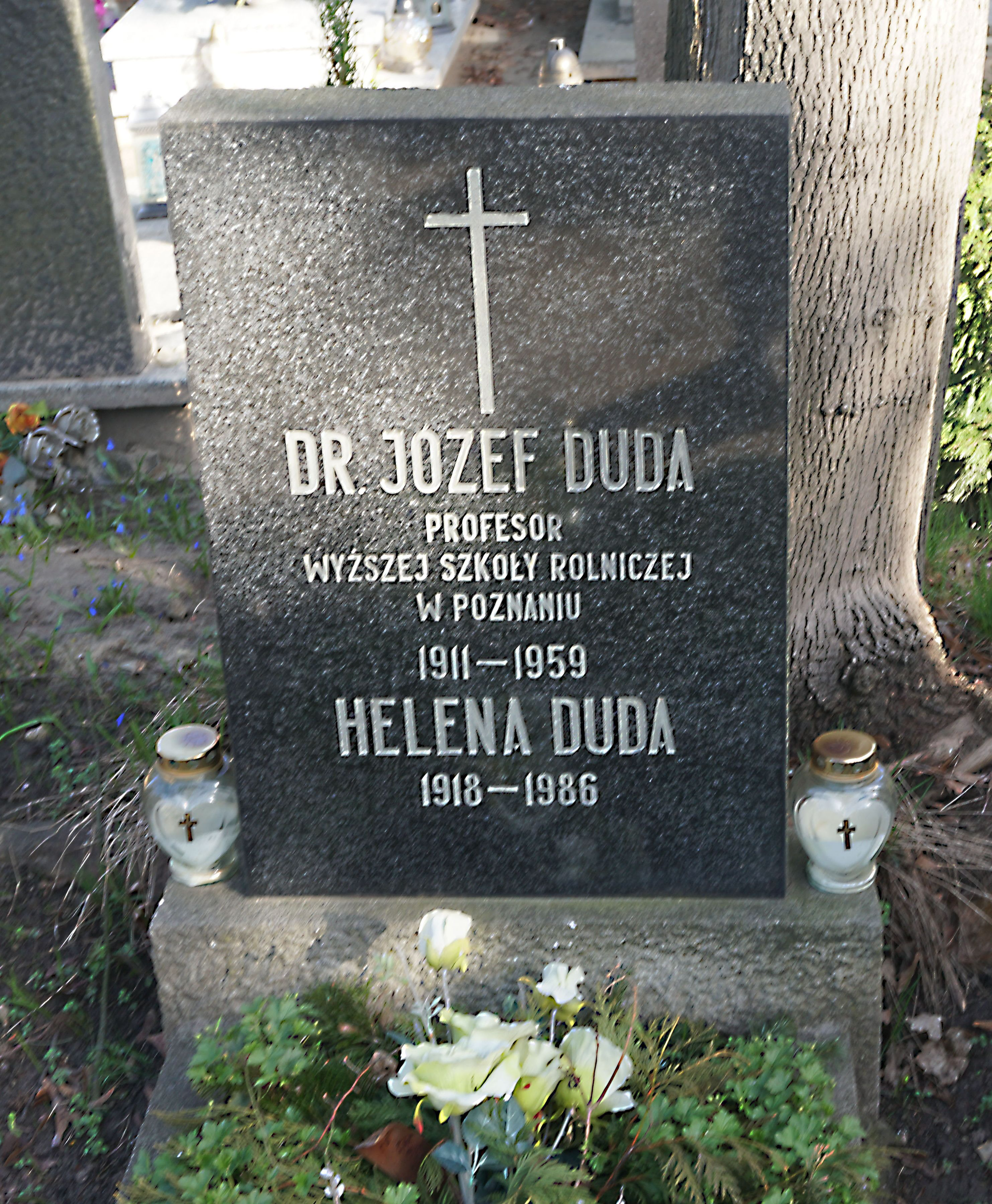
grób prof. Józefa Dudy na Cmentarzu parafialnym św. Jana Vianneya w Poznaniu (kw. św. Barbary-rząd 26-grób 7)

## Odznaczenia
Odznaczony został m.in. Medalem 10-lecia Polski Ludowej i Złotym Krzyżem Zasługi.

## Życie prywatne
Żonaty był od 1945 z Heleną z domu Rycaj, nauczycielką, miał dwoje dzieci – syna Jacka Władysława (ur. 1946) i córkę Annę Ewę (ur. 1948).